# 重庆书城
重庆书城，位于重庆解放碑步行街，与新世纪百货和重百大楼左右相邻。书城于2003年建成，营业面积14万平方米。
是一座综合性图书城。书城主要经营国内外700余家出版社出版的25万余种图书、音像制品和电子出版物，同时经营文化用品、数码产品、文房四宝等，是目前西部规模最大的出版物零售卖场。